# Église grecque-catholique melchite
Pour d'autres Églises grecques-catholiques, voir l'article « Église grecque-catholique ».
L'Église grecque-catholique melchite (également appelée melkite), ou Église des rum melchites catholiques (traduction de l'arabe كنيسة الروم الملكيين الكاثوليك), est une des Églises catholiques orientales. Le chef de l'Église porte le titre de Patriarche d'Antioche et de tout l'Orient, d'Alexandrie et de Jérusalem des Melchites, avec résidence à Damas en Syrie. Le titulaire actuel du siège est Joseph Absi (en arabe : يوسف عبسي), élu par le synode des évêques de l’Église le 21 juin 2017 et qui reçoit la communion ecclésiastique du pape le lendemain.
Le titre de patriarche d'Antioche est également porté par quatre autres chefs d'Église.

## Histoire
Les melchites catholiques sont des chrétiens de rite byzantin ayant rejoint l'Église catholique en 1724. L'histoire des melchites en général remonte au concile de Chalcédoine de 451 et est tout à fait singulière. Contrairement aux autres Églises de la région qui vont soutenir le monophysisme (Coptes, Syriaques), les melchites vont soutenir les décisions du concile et rejeter le monophysitisme, ce qui leur vaudra l'appellation à l'époque de « melchites » (du syriaque malkâyâ qui signifie "royalistes", pour l'Empereur, ce qui était une façon de démontrer leur soutien à l'Empereur byzantin Marcien, ayant lui-même convoqué le concile de Chalcédoine). Ils resteront donc dans l'Église de la pentarchie puis dans la communion orthodoxe après le schisme d'Orient.
Les melchites étaient historiquement rattachés à trois patriarcats : ceux d'Antioche, de Jérusalem et d'Alexandrie. Des contacts réguliers ont lieu entre les melchites et les missionnaires catholiques (Dominicains, Franciscains), établis en Terre Sainte bien avant l'union de Florence. On rapporte que des ecclésiastiques melchites prennent très tôt le parti de Rome et certains d'entre eux font déjà mention du nom du Pape lors des offices en 1440. Néanmoins la majorité des melchites refuse l'union de Florence, qui est abandonnée.
La question romaine revient au XVIIIe siècle. Les ecclésiastiques catholiques tentent d'attirer les melchites dans le giron de Rome, en s'impliquant cette fois dans les affaires de l'Église. Des missionnaires catholiques font un prosélytisme actif, aussi bien auprès des clercs que des fidèles. Les melchites se scindent alors progressivement en deux groupes. D'une part ceux qui sont favorables à la pleine communion avec Rome et qui sont prêts à adopter sa théologie propre, d'autre part ceux qui rejettent la communion avec Rome.
À la suite de la mort du patriarche Athanase IV d'Antioche en 1724, la rupture est consommée : les melchites favorables à Rome se rattachent officiellement au Pape, devenant l'Église grecque-catholique melchite, tandis que ceux qui rejettent Rome vont demeurer fidèles au Patriarcat orthodoxe d'Antioche en communion avec le Patriarcat de Constantinople. Cyrille VI Tanas est reconnu patriarche de l'Église grecque-catholique melchite par le pape Benoît XIII en 1744.
Par la constitution « Demandatam coelitus humilitati nostrae » du 24 décembre 1743, le pape Benoît XIV interdit la latinisation des rites. Le 25 juillet 1772, par la constitution apostolique « Orientalium dignitas »[réf. nécessaire], du pape Clément XIV, le patriarche melchite catholique d'Antioche devient « administrateur apostolique d'Alexandrie et Jérusalem » pour les melchites. En 1851, le pape Pie IX reconnaît au patriarche Maxime III Mazloum le titre de « Patriarche d'Alexandrie et de la terre d'Égypte, d'Antioche et de tout l'Orient, de Jérusalem et de toute la Palestine ».
L'Église grecque-catholique melchite resta soucieuse de son indépendance, et de la conservation de ses rites, ce que le pape Léon XIII reconnut et garantit par l'encyclique Orientalium Dignitas du 30 novembre 1894.

## Organisation
En 2009, les melchites catholiques représentent la deuxième communauté catholique d'Orient ; elle compte 1,3 million de fidèles dans le monde dont 700 000 au Proche-Orient. Essentiellement originaires de Syrie, du Liban et de Palestine, les melchites catholiques sont présents dans tous les pays du Levant : au Liban : 425 000 fidèles ; en Syrie : 170 000 ; en Palestine : 54 000 ; en Jordanie : 30 000 et également en Égypte : 6 500 (issus de l'immigration des melchites catholiques de Syrie et du Liban au XIXe siècle, leur nombre a considérablement chuté dans les années 1950-1960 sous le régime nassérien ; la communauté melchite catholique d’Égypte était estimée à 40 000 personnes au début du XXe siècle). Une importante diaspora vit au Brésil, en France ainsi qu'au Canada.

### Siège patriarcal

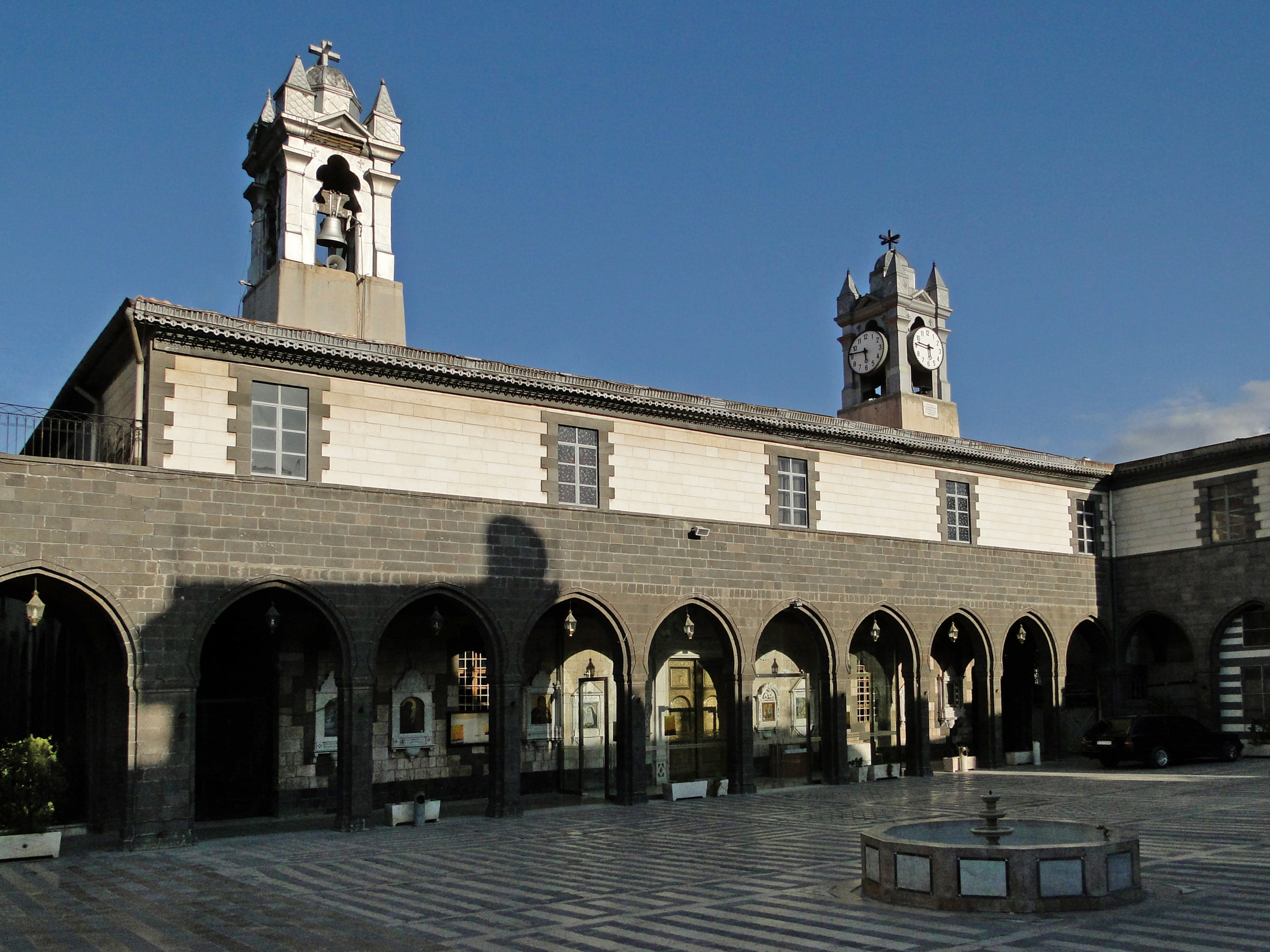
La cathédrale Notre-Dame-de-la-Dormition de Damas en Syrie.

Le siège patriarcal de l'Église grecque-catholique melchite se situe à Damas dans le quartier Bab Charki où réside le patriarche qui dispose également d'une résidence secondaire à Raboueh, au Liban. Il séjourne aussi dans les deux autres patriarcats de Jérusalem et d'Alexandrie.

### Patriarche
Le titre complet du patriarche est : « Patriarche des grandes villes d'Antioche, d'Alexandrie et de Jérusalem, de la Cilicie, de la Syrie, de l'Ibérie, de l'Arabie, de la Mésopotamie, de la Pentapole, de l'Éthiopie, de toute l'Égypte et de tout l'Orient, Père des pères, Pasteur des pasteurs, Pontife des pontifes, treizième des saints apôtres ».
Il existe également une formule plus courte : « Patriarche d'Alexandrie et de la terre d'Égypte, d'Antioche et de tout l'Orient, de Jérusalem et de toute la Palestine ».

### Organisation territoriale

#### Syrie

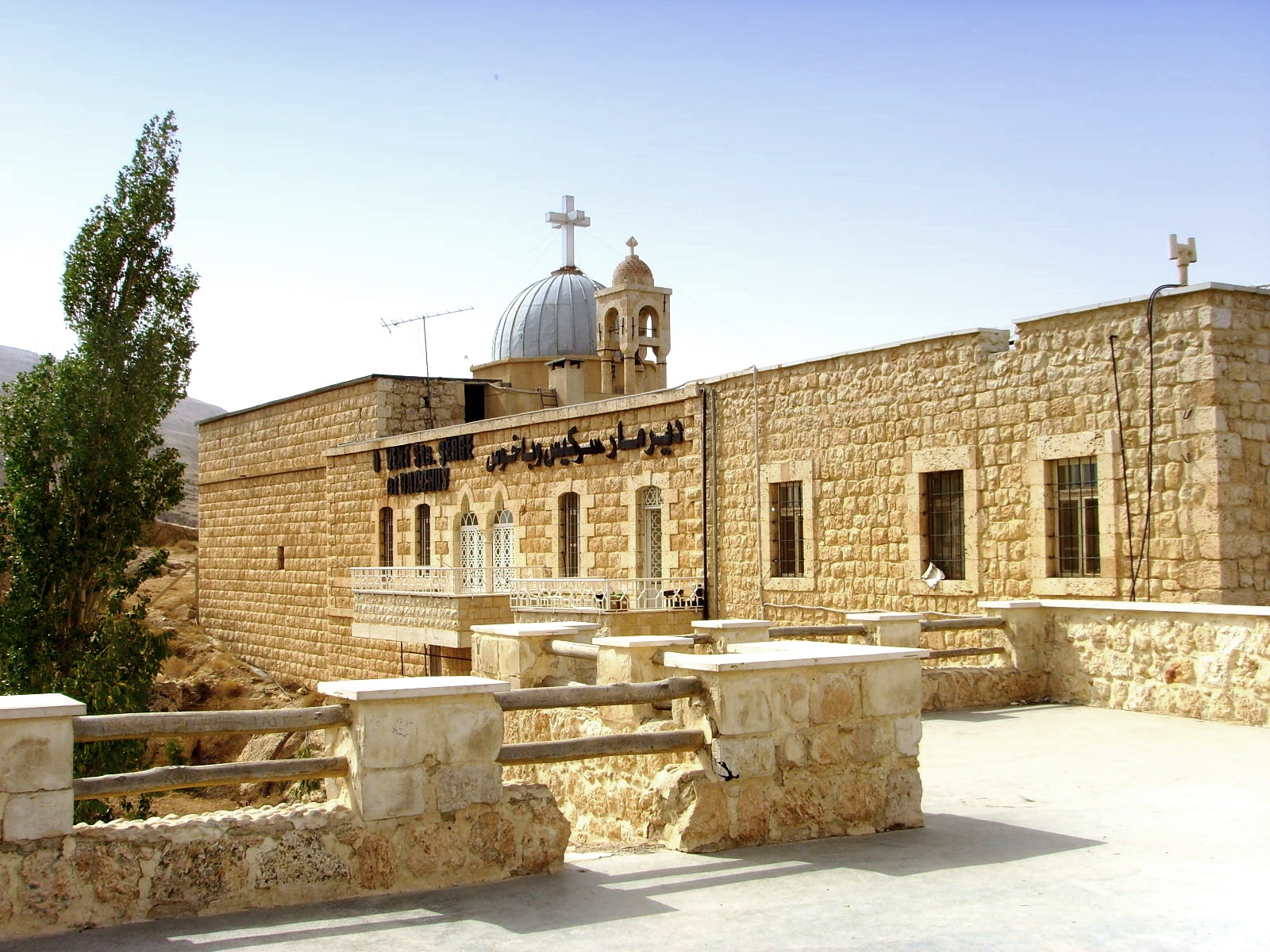
Le monastère Saint-Serge de Maaloula en Syrie.

- Métropole de Damas (Siège patriarcal avec un suffragant)
  - Siège: cathédrale Notre-Dame-de-la-Dormition
- Métropole d'Alep (nominalement Métropolitain)
- Métropole de Bosra et du Hauran (khabab) (nominalement Métropolitain)
- Métropole de Homs (nominalement Métropolitain)
- Archéparchie de Lattaquié (directement sujette au Patriarche Melkite)

#### Liban

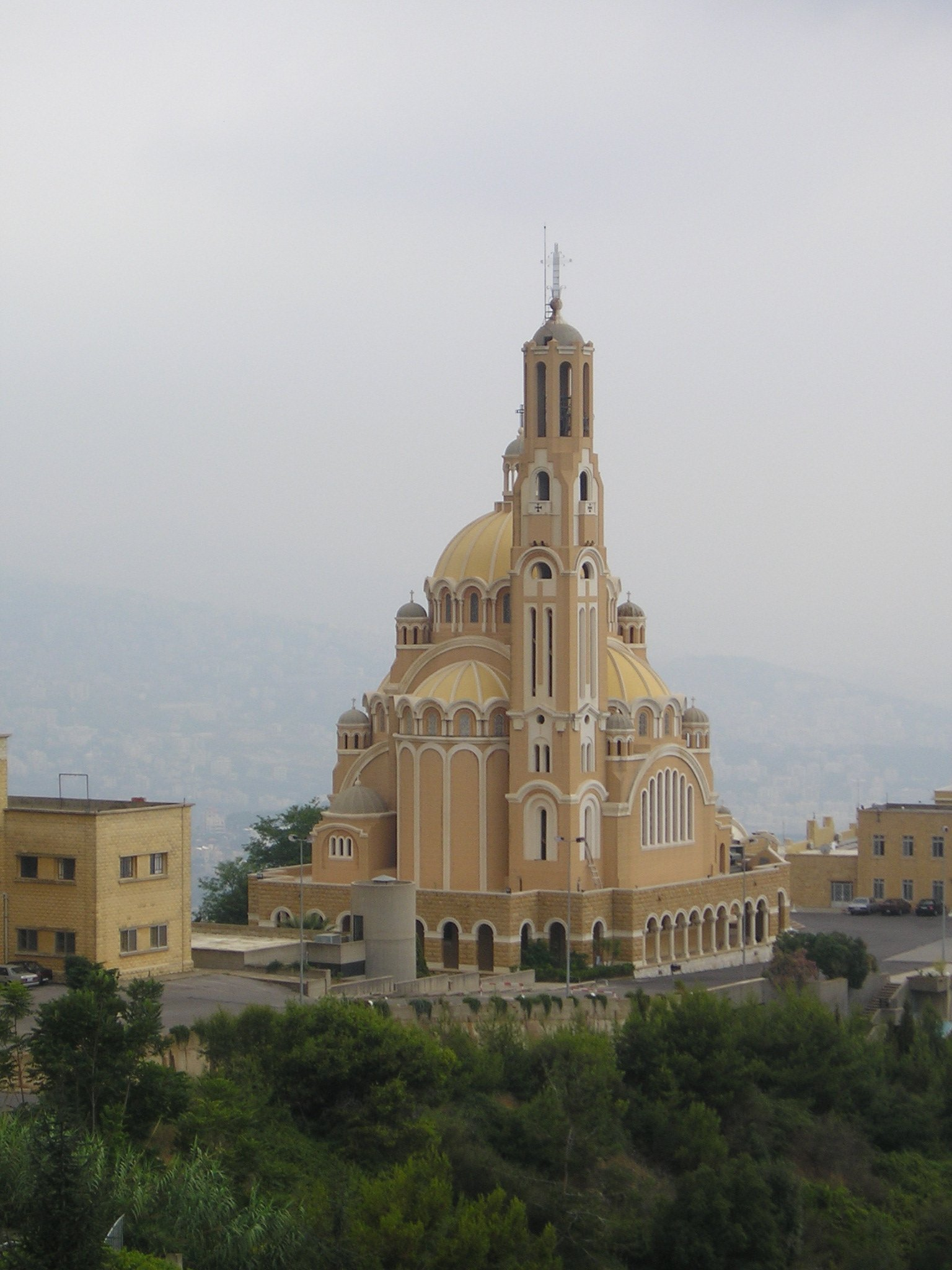
L’église Saint-Paul de Harissa au Liban.

- Métropole de Beyrouth (nominalement Métropolitain)
- Métropole de Tyr (Métropolitain avec trois suffragants)
- Archéparchie de Baalbek (directement sujette au Patriarche Melkite)
- Archéparchie de Baniyas et de Marjeyoun (suffragant à Tyr)
- Archéparchie de Sidon et de Deir El-Kamar (suffragant à Tyr)
- Archéparchie de Tripoli (suffragant à Tyr)
- Archéparchie de Zahlé (suffragant à Damas)

#### Reste duMoyen-Orient

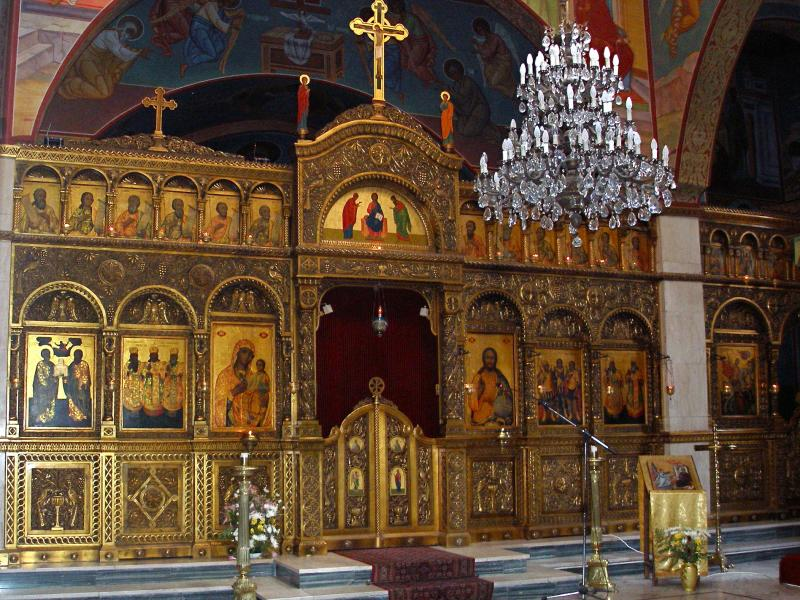
L’église de l’Annonciation de Jérusalem.

- Archéparchie de Pétra et Philadelphie (Jordanie) (directement sujette au Patriarche Melkite)
- Archéparchie d'Acre (Israël) (directement sujette au Patriarche Melkite)
- Exarchat patriarcal d'Irak
- Exarchat patriarcal d'Istanbul[3]
- Exarchat patriarcal du Koweït
- Territoire patriarcal d'Égypte et du Soudan
- Territoire patriarcal de Jérusalem

#### Amérique

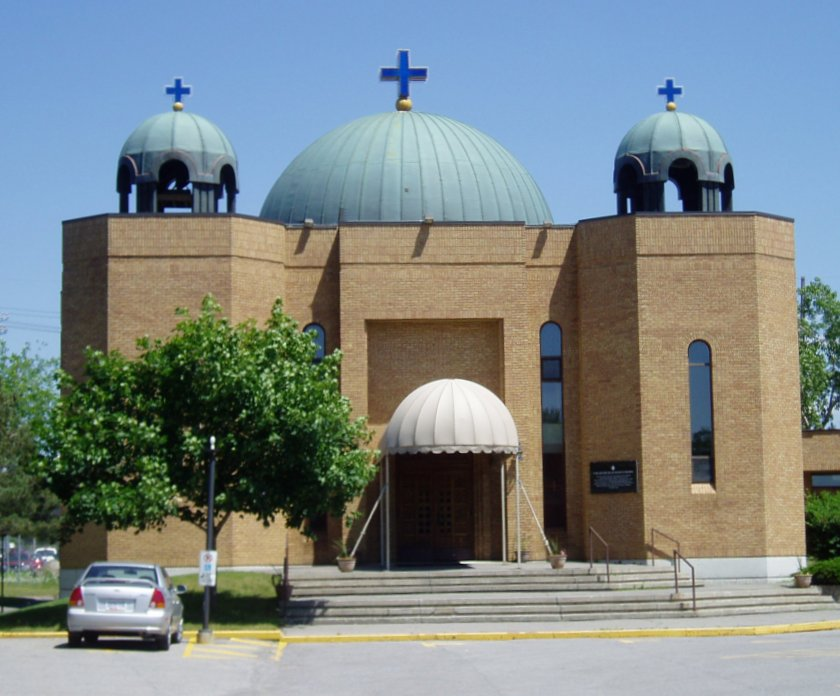
L’église Saints-Pierre-et-Paul d’Ottawa au Canada.

- Éparchie Saint-Sauveur de Montréal des Melkites (Canada)
- Éparchie Notre-Dame du Paradis de São Paulo des Melkites (Brésil)
- Éparchie de Newton des Melkites (États-Unis)
- Éparchie Notre-Dame du Paradis de Mexico des Melkites (Mexique)
- Exarchat apostolique du Venezuela
- Exarchat apostolique d'Argentine

#### Europe
- Vicariat apostolique d'Europe occidentale (Rome)

#### Océanie
- Éparchie d'Australie et de Nouvelle-Zélande

### Instituts religieux

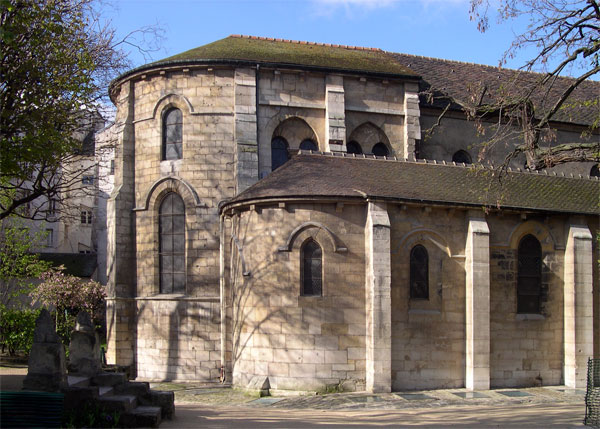
L’église Saint-Julien-le-Pauvre de Paris en France.

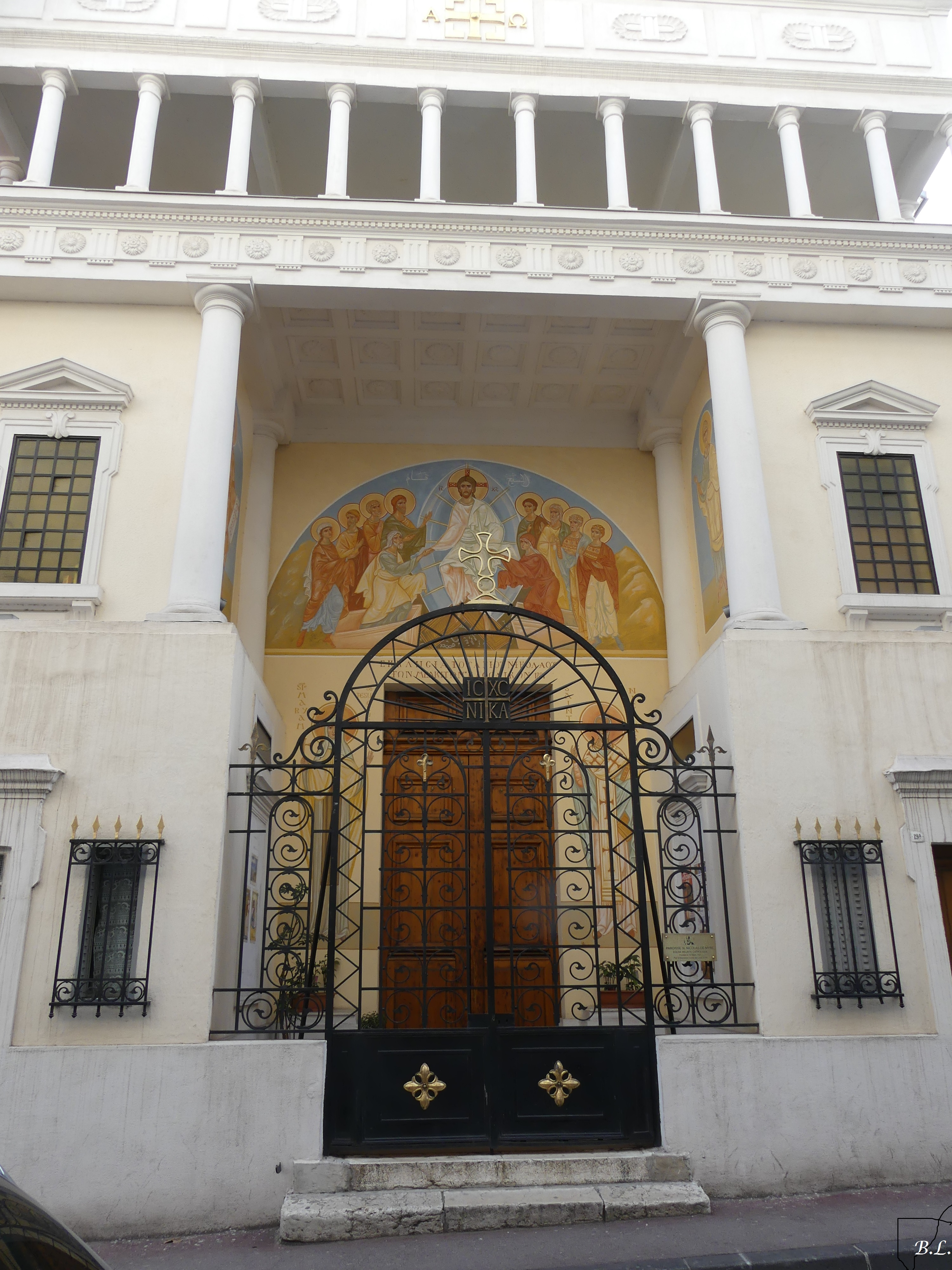
L’église Saint-Nicolas-de-Myre de Marseille en France.

#### Congrégations masculines
- Ordre basilien salvatorien,
- Ordre basilien choueirite,
- Ordre basilien alépin,
- Société des missionnaires de Saint Paul.

#### Congrégations religieuses féminines
- Congrégation des Sœurs Basiliennes Salvatoriennes,
- Congrégation des Sœurs Basiliennes Chouérites,
- Congrégation des Sœurs Basiliennes Alépines,
- Congrégation Missionnaire de N.D du Perpétuel Secours,
- Congrégation des religieuses de N.D du Bon Service,
- Carmel de la Théotokos et de l'Unité.

#### Communautés nouvelles
L'Église grecque-catholique melkite comporte une communauté nouvelle issue du renouveau charismatique à l'occasion du IIe concile œcuménique du Vatican. Il s'agit de la Fraternité des Douze Apôtres établie à Bruxelles en Belgique issue d'une scission de la communauté de la Théophanie.

## Relations avec les autres Églises
L'Église est membre du Conseil des Églises du Moyen-Orient.